# 旭タクシー (鳥取県)
旭タクシー（あさひタクシー）は、鳥取県鳥取市に本社がある、タクシーを運行する事業者である。

## 歴史
- 1972年（昭和47年）12月 営業開始。

## 各営業所（車庫）所在地
- 本社営業所
  - 鳥取県鳥取市湖山町東5丁目101
- 末恒営業所
  - 鳥取県鳥取市美萩野1丁目118-6
- 岩美営業所
  - 鳥取県岩美郡岩美町浦富733-16

## 路線

### 乗合タクシー

#### かつて運行されていた乗合タクシー
- 鳥取空港 - 鳥取砂丘間乗合タクシー
  - 鳥取砂丘コナン空港 - 鳥取砂丘
    - 毎年シーズン限定で運行される（2013年は4月5日～12月23日の間の金・土・日曜・祝日、及びゴールデンウィーク期間や夏休み期間中の毎日）。
    - 日本交通、鳥取自動車、大森タクシーとの共同運行である。
    - 鳥取県からの補助金打ち切りに伴い、2016年3月31日に運行を終了した[1]。